# Alejandro de la Cruz Bentos
Alejandro de la Cruz Bentos (n. Corrientes, Corrientes, Argentina; 3 de mayo de 1978) es un exfutbolista argentino. Se retiró en El Salvador a los treinta y ocho años de edad en los Leones de Occidente en el año 2016.

## Biografía
Bentos comenzó su carrera en el Guaraní Antonio Franco en Misiones. En 1999, formó parte del Deportivo Puente Seco (Corrientes), equipo en donde ganó el título. Debido a su éxito con el club, pasó a jugar con Deportivo Morón. En 2001, se trasladó a El Salvador para jugar con uno de los más grandes clubes del país, FAS.
Durante su tiempo con el club de santaneco, pasaría a desempeñar un papel integral en el club cuando ganó cinco veces el título de la Liga desde 2002 a 2005. Se convirtió en un jugador muy consistente y fue nombrado uno de los jugadores más valiosos de El Salvador. Debido a esto, él recibió de interés para jugar con varios clubes fuera de El Salvador, y en 2005, fue cedido al Puebla de México.
En Puebla formó parte del equipo que ganó la Primera A. Sin embargo, Bentos vio poco tiempo de juego, y como resultado, pronto regresó a FAS. Continuó jugando allí hasta diciembre de 2008, cuando fue puesto en libertad en el club debido a los malos resultados y su exigencia de un salario alto. El 19 de diciembre, firmó un contrato de seis meses con Nejapa. Para el Apertura 2009, regresó a FAS. En 2011, Bentos alcanzó los 300 juegos en Primera División y el Sábado 27 de octubre de 2012 los 100 goles: 98, con los santanecos y 2 con el extinto Nejapa. Tras la finalización del Clausura 2013, acabó también su contrato con el equipo santaneco; pero tan solo unos días después se llegó al acuerdo entre ambas partes de renovar el contrato para que Bentos siguiera hasta el Torneo Clausura 2014 con FAS.

## Trayectoria

### Clubes
| Club                   | País        | Año       | Partidos | Goles |
| ---------------------- | ----------- | --------- | -------- | ----- |
| Guaraní Antonio Franco | Argentina   | 1996-1997 |          |       |
| Huracán de Corrientes  | Argentina   | 1998-1999 |          |       |
| Puente Seco            | Argentina   | 1999-2000 |          |       |
| Huracán                | Argentina   | 2000-2001 |          |       |
| Morón                  | Argentina   | 2001      |          |       |
| FAS                    | El Salvador | 2001-2005 | 226      | 78    |
| Puebla (préstamo)      | México      | 2005-2006 | 29       | 14    |
| FAS                    | El Salvador | 2006-2009 |          |       |
| Nejapa                 | El Salvador | 2009      | 16       | 2     |
| FAS                    | El Salvador | 2009-2015 | 117      | 12    |
| Leones de Occidente    | El Salvador | 2016      | 3        | 1     |

### Palmarés
| Título     | Equipo | País        | Año      |
| ---------- | ------ | ----------- | -------- |
| Liga Pepsi | FAS    | El Salvador | Cl. 2002 |
| Liga Pepsi | FAS    | El Salvador | Ap. 2002 |
| Liga Pepsi | FAS    | El Salvador | Ap. 2003 |
| Liga Pepsi | FAS    | El Salvador | Ap. 2004 |
| Liga Pepsi | FAS    | El Salvador | Cl. 2005 |
| Liga Pepsi | FAS    | El Salvador | Ap. 2009 |